# Баллахадеррин

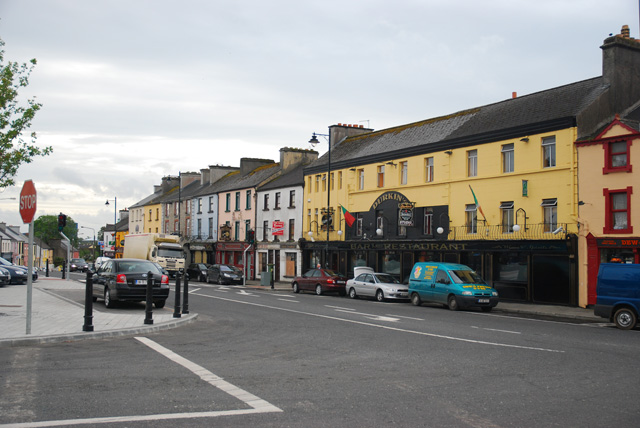
Дуркин'с отель

Баллахадеррин (англ. Ballaghaderreen; ирл. Bealach an Doirín, «дорога маленького дуба») — (переписной) посёлок в Ирландии, находится в графстве Роскоммон (провинция Коннахт) на трассе N5.
Местная железнодорожная станция была открыта 2 ноября 1874 года и закрыта 4 февраля 1963 года.

## Демография
Население — 1720 человек (по переписи 2006 года). В 2002 году население составляло 1416.
Данные переписи 2006 года:
| Общие демографические показатели |               |                               |                               |      |      |
| Всё население                    | Всё население | Изменения населения 2002—2006 | Изменения населения 2002—2006 | 2006 | 2006 |
| 2002                             | 2006          | чел.                          | %                             | муж. | жен. |
| 1416                             | 1720          | 304                           | 21,5                          | 911  | 809  |

В нижеприводимых таблицах сумма всех ответов (столбец «сумма»), как правило, меньше общего населения населённого пункта (столбец «2006»).
| Религия (Тема 2 — 5 : Число людей по религиям, 2006) |             |                |             |            |       |      |
| Католики, чел.                                       | Католики, % | Другая религия | Без религии | не указано | сумма | 2006 |
| 1398                                                 | 81,3        | 233            | 65          | 24         | 1720  | 1720 |

| Этно-расовый состав (Этничность. Тема 2 — 3 : Постоянное население по этническому или культурному происхождению, 2006) |            |              |       |        |        |            |       |       |
| Белые ирландцы | Лухт-шулта | Другие белые | Негры | Азиаты | Другие | Не указано | сумма | 2006  |
| 1192 | 20         | 242          | 21    | 112    | 69     | 20         | 1676  | 1720  |
| Доля от всех отвечавших на вопрос, %                                                                                   |            |              |       |        |        |            |       |       |
| 71,1 | 1,2        | 14,4         | 1,3   | 6,7    | 4,1    | 1,2        | 100   | 97,41 |

1 — доля отвечавших на вопрос о языке от всего населения.
| Владение ирландским языком (Тема 3 — 1 : Число людей от 3 лет и старше по способности говорить по-ирландски, 2006) |      |            |       |       |
| Владеете ли Вы ирландским языком?                                                                                  |      |            |       |       |
| Да | Нет  | Не указано | сумма | 2006  |
| 543 | 1063 | 24         | 1630  | 1720  |
| Доля от всех отвечавших на вопрос о языке, %                                                                       |      |            |       |       |
| 33,3 | 65,2 | 1,5        | 100   | 94,81 |

1 — доля отвечавших на вопрос о языке от всего населения.
| Использование ирландского языка (Тема 3 — 2 : Говорящие по-ирландски от 3 лет и старше по частоте использования ирландского языка, 2006) |                                                            |                                               |                                               |                                               |                                               |                                               |       |                                     |      |
| Как часто и где Вы говорите по-ирландски?                                                                                                |                                                            |                                               |                                               |                                               |                                               |                                               |       |                                     |      |
| ежедневно, только в образовательных учреждениях                                                                                          | ежедневно, как в образовательных учреждениях, так и вне их | в других местах (вне образовательной системы) | в других местах (вне образовательной системы) | в других местах (вне образовательной системы) | в других местах (вне образовательной системы) | в других местах (вне образовательной системы) | сумма | всего, отвечавших на вопрос о языке | 2006 |
| ежедневно, только в образовательных учреждениях                                                                                          | ежедневно, как в образовательных учреждениях, так и вне их | ежедневно                                     | каждую неделю                                 | реже                                          | никогда                                       | не указано                                    | сумма | всего, отвечавших на вопрос о языке | 2006 |
| 148 | 0                                                          | 9                                             | 41                                            | 209                                           | 128                                           | 8                                             | 543   | 1630                                | 1720 |
| Доля от всех отвечавших на вопрос о языке, %                                                                                             |                                                            |                                               |                                               |                                               |                                               |                                               |       |                                     |      |
| 9,1 | 0,0                                                        | 0,6                                           | 2,5                                           | 12,8                                          | 7,9                                           | 0,5                                           | 33,3  | 100                                 |      |

| Типы частных жилищ (Тема 6 — 1(a) : Число частных домовладений по типу размещения, 2006) |          |         |                 |            |       |      |
| Отдельный дом                                                                            | Квартира | Комната | Переносные дома | не указано | сумма | 2006 |
| 535                                                                                      | 100      | 17      | 2               | 14         | 668   | 1720 |